# Svatý Kornélius
Kornélius (lat. Cornelius) byl dle Bible (Sk 10,27n) římský setník, který věřil v jediného Boha. Nebyl to žid, ale patřil pravděpodobně mezi tzv. bohabojné, tedy lidi, kteří se řídili Mojžíšovým zákonem. Podle 10. kapitoly Skutků apoštolů měl apoštol Petr vidění, že nemusí dodržovat židovská omezení v jídle, a když ho Kornélius navštívil, pochopil je tak, že ho může pokřtít. Kornélius s dalšími, kteří uvěřili, byl tak pokřtěn jako první křesťan, který předtím nebyl žid. Podle legendární tradice se stal druhým biskupem v Cesareji.